# Jerónimo Ezquerra

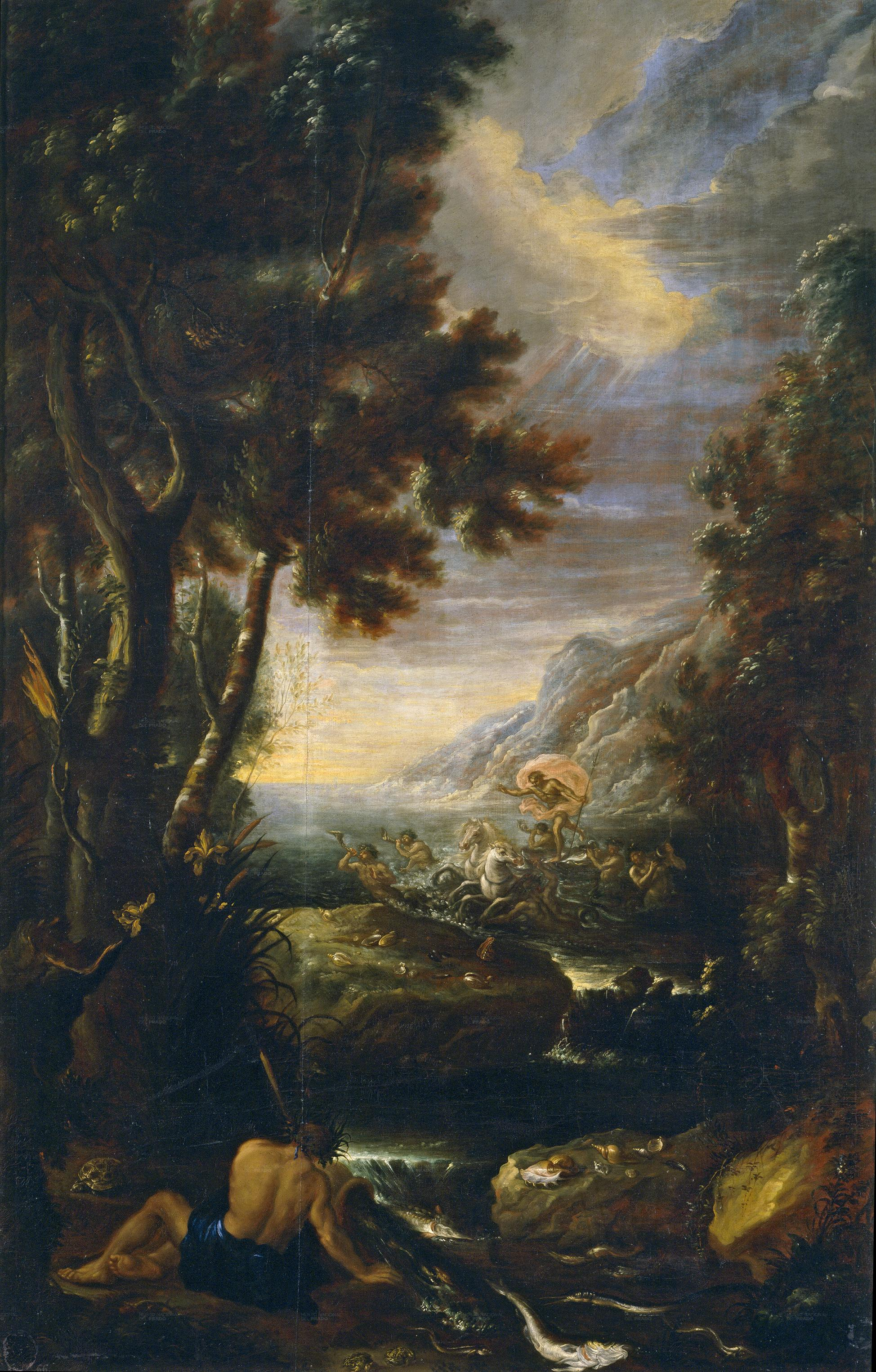
Alegoría del Agua, óleo sobre lienzo (248 x 160 cm.) Madrid, Museo del Prado. Parte de una serie de los cuatro elementos pintada para el Palacio del Buen Retiro.

Jerónimo Antonio Ezquerra (c. 1660-1733), fue un pintor barroco español, nacido en Alfaro (La Rioja) y establecido en Madrid, donde debió de formarse en el taller de Juan Carreño de Miranda. En tiempos de Felipe V mereció el nombramiento de pintor del rey.

## Biografía
La biografía de Jerónimo Ezquerra presenta todavía importantes lagunas, comenzando por la del año de su nacimiento dadas las informaciones contradictorias que él mismo proporcionó en distintas ocasiones. De su relación con Carreño se tiene constancia por el documento de tasación de las pinturas de Andrés Gómez de la Real, fechado en 1682, donde llamándose ya pintor, decía vivir «en la casa donde vive Juan Carreño, pintor de cámara del rey nuestro señor». El mismo año se dio orden al guardarropa del rey de hacer entrega de un traje a Ezquerra, Serrano y otros tres asistentes al obrador de Carreño. Los vínculos de aprendizaje y amistad entre ellos debieron de ser estrechos, pues María de Medina, viuda de Carreño, fallecido en 1685, legó a Ezquerra en su testamento una espada y una daga en recuerdo de quien había sido su marido.
Las tasaciones de pinturas, de las que se ha localizado un número abundante entre 1677 y 1730, constituyeron una parte muy importante de su actividad profesional, no siendo extraño, por ello, que en 1724, al otorgar la corona a Antonio Palomino y Juan García de Miranda el monopolio para efectuar las tasaciones de pintura en Madrid, Pedro de Calabria, José de Paz, Juan Vicente Ribera, Toribio Álvarez y otros pintores madrileños le diesen poder para que los representase en su protesta. En su taller, en el que contaba con un importante número de estampas, se formó Andrés de la Calleja.
Según Ceán Bermúdez fue excelente en la pintura de bodegones, de lo que no se tiene otra noticia, y por el inventario de los bienes de Teodoro Ardemans, fallecido en 1726, propietario de dos países asignados a su nombre, consta su dedicación al género del paisaje, pero lo que se ha conservado de su mano son únicamente un número muy reducido de pinturas religiosas, entre ellas una Inmaculada, firmada y fechada en 1710 en el convento de Santa Engracia en Olite (Navarra), que acredita la escuela de Carreño, y tres pequeños lienzos de una serie dedicada a la vida de la Virgen conservados en el Museo Carmen Thyssen (Málaga), además de la Alegoría del Agua del Museo del Prado, pintada para el paso al Casón en el Palacio del Buen Retiro como parte de una serie dedicada a los cuatro elementos, en la que correspondieron a Palomino el Aire y el Fuego y al italiano Nicola Vaccaro la Tierra. De técnica y color venecianos, Ezquerra se muestra aquí digno seguidor de la tradición del paisaje cortesano, a la manera de los velazqueños Agüero y Mazo.